# Educação patrimonial
O termo educação patrimonial foi apresentado no Brasil em 1983 no “1º Seminário sobre o uso Educacional de Museus e Monumentos”, desenvolvido pelo Museu Imperial, em Petrópolis-RJ. Essa proposta de atuação foi inspirada no método “heritage education” inglês. Ao longo dos anos 1980 e 1990 a metodologia apresentada nessa ocasião foi adotada pelo IPHAN como a educação patrimonial oficial do órgão, sendo promovida em diversas cidades brasileiras e orientando os trabalhos da arqueologia nos licenciamentos ambientais.
Em 1999, O IPHAN publicou o “Guia Básico de Educação Patrimonial” em que sistematizou e consolidou a metodologia de educação patrimonial em quatro etapas, são elas:
| Etapas         | Recursos / atividades | Objetivos |
| -------------- | --- | --- |
| 1) Observação  | exercícios de percepção visual/sensorial, por meio de perguntas, manipulação, experimentação, medição, anotações, comparação, dedução, jogos de detetive...                                | identificação do objeto/função/significado; desenvolvimento da percepção visual e simbólica                                                                |
| 2) Registro    | desenhos, descrição verbal ou escrita, gráficos, fotografias, maquetes, mapas e plantas baixas.                                                                                            | fixação do conhecimento percebido, aprofundamento da observação e análise crítica; desenvolvimento da memória, pensamento lógico, intuitivo e operacional. |
| 3) Exploração  | análise do problema, levantamento de hipóteses, discussão, questionamento, avaliação, pesquisa em outras fontes como bibliotecas, arquivos, cartórios, instituições, jornais, entrevistas. | desenvolvimento das capacidades de análise e julgamento crítico, interpretação das evidências e significados.                                              |
| 4) Apropriação | recriação, releitura, dramatização, interpretação em diferentes meios de expressão como pintura, escultura, drama, dança, música, poesia, texto, filme e vídeo.                            | envolvimento afetivo, internalização, desenvolvimento da capacidade de auto-expressão, apropriação, participação criativa, valorização do bem cultural.    |

Essa publicação e a definição de uma metodologia foram importantes para promover esse campo de atuação e criar uma rubrica para pleitear parte dos recursos públicos. No entanto, desde o início ela foi objeto de diversas críticas.
Mário Chagas questionou a pretensão do Guia em criar um local de nascimento (Museu Imperial) e uma filiação (as autoras do Guia) para uma prática que estava presente nos museus brasileiros desde o século XIX. Cléo Oliveira, nessa mesma perspectiva, criticou a tentativa de delimitar um campo de atuação que poderia dispor de diversas metodologias em apenas um método específico. João Demarchi demonstrou como o Guia retoma um posicionamento de “educação bancária”, segundo a teoria de Paulo Freire, ao pretender a “alfabetização cultural” e ter como objetivo um lema obsoleto “conhecer para preservar”, que segundo Simone Scifoni é uma ideia fora do tempo pois não se justifica ser aplicada nos anos 1990 em diante.
Por causa de todas essas críticas inúmeros profissionais desse campo passaram a adotar outras terminologias e divergir. A Rede Paulista de Educação Patrimonial foi criada, em 2011, com a intensão de ser um fórum de diálogo e de convergência desses profissionais a fim de promover o fortalecimento da educação patrimonial enquanto campo de atuação e de reflexão.
No IPHAN, a partir de 2005, com a entrada de novos servidores, inclusive de educadores, a orientação foi sendo alterada, dando início à educação patrimonial ressignificada. Segundo João Demarchi, apesar de manter o termo educação patrimonial, a despeito do seu vínculo inicial com a metodologia específica criticada, o IPHAN conferiu a ela outro significado, concebendo-a como uma ação que deve estar presente em todo processo de patrimonalização, valorizando a participação de todos os grupos sociais.

## Histórico
Como demonstra Fernando Siviero, a preocupação com a dimensão educativa do patrimônio esteve presente no IPHAN desde o anteprojeto elaborado por Mario de Andrade, em 1936. Entre 1937 e 1967, durante a gestão de Rodrigo Melo Franco de Andrade, a orientação educativa da autarquia pode ser resumida pelo lema “conhecer para preservar”. Segundo ele, a preservação do patrimônio cultural estava condicionada à incorporação dos significados valorizados pelo Estado. Segundo Simone Scifoni, “conhecer para preservar” é justificável entre os anos 1930 e 1960 dada as novidades do dispositivo do tombamento e do IPHAN, frente aos avanços da urbanização que colocavam em risco um patrimônio edificado e ao desconhecimento de grande parte da população sobre a possiblidade de proteção. 
No entanto, conforme Marilena Chauí, esse posicionamento pode ser considerado manifestação do autoritarismo brasileiro em que só o Estado é valorizado como sujeito político. Essa perspectiva também é despolizadora porque, como observa Sérgio Miceli, a preservação incentivada pelo IPHAN privilegiou as marcas estéticas, em detrimento das marcas sociais. Segundo Paulo César Marins, os critérios de preservação adotados foram responsáveis pela barroquização do patrimônio, em que majoritariamente se protegeu os patrimônios que representassem as elites, sobretudo ligadas ao período colonial. Quando aplicado ao campo da educação patrimonial, o posicionamento do IPHAN incorre na chamada prática de educação bancária, conforme Paulo Freire, porque o conhecimento sobre o patrimônio é tido como pronto e acabado e que deverá ser depositado na cabeça das pessoas.
O posicionamento educativo do IPHAN começou a mudar a partir do final da década de 1970 com a gestão de Aloísio Magalhães. A experiência e os profissionais do Centro Nacional de Referência Cultural foram incorporados ao SPHAN e à Fundação Nacional Pró-Memória e, com isso, houve a ampliação da noção de patrimônio cultural considerando-o como referência cultural. Essa mudança foi responsável pela proteção de novos tipos de patrimônios e consideração de grupos sociais outrora alijados da história nacional. 

Esse alargamento conceitual foi consolidado na Constituição Federal de 1988, no Artigo 216:
"Art. 216. Constituem patrimônio cultural brasileiro os bens de natureza material e imaterial, tomados individualmente ou em conjunto, portadores de referência à identidade, à ação, à memória dos diferentes grupos formadores da sociedade brasileira, nos quais se incluem:
       I -  as formas de expressão;
       II -  os modos de criar, fazer e viver;
       III -  as criações científicas, artísticas e tecnológicas;
       IV -  as obras, objetos, documentos, edificações e demais espaços destinados às manifestações artístico-culturais;

       V -  os conjuntos urbanos e sítios de valor histórico, paisagístico, artístico, arqueológico, paleontológico, ecológico e científico"
Aliadas ao alargamento constitucional, novas tipologias de patrimônio foram reconhecidas, tais como, o patrimônio imaterial, em 2000, e a paisagem cultural, em 2009. Isso conferiu uma diversificação das características do patrimônio cultural brasileiro e, sobretudo, a democratização cultural.
Na esteira da Nova República, a perspectiva educativa do IPHAN também se alterou e se democratizou. O setor educativo passou a valorizar o protagonismo dos diversos grupos sociais. Eles não passaram só a estar representados no rol de patrimônios protegidos, mas também de indicarem suas referências culturais e seus significados. A ação educativa passou a ser concebida como um processo que deve primar pelo diálogo e estar presente em todo os processos de patrimonialização. 

## Educação patrimonial ressignificada
A partir dos anos 2000 com uma série de transformações na política cultural e no campo do patrimônio, a educação patrimonial ganhou novo direcionamento. A então Gerência de Educação Patrimonial do IPHAN, hoje Coordenação de Educação Patrimonial, passou a incentivar a participação social, promovendo encontros e fóruns de discussões, criados canais de diálogo com a sociedade civil a fim de redirecionar a educação patrimonial. O objetivo também foi se afastar da metodologia conservadora do "Guia Básico de Educação Patrimonial". 
| Marco                                                                               | Ano  | Resumo |
| ----------------------------------------------------------------------------------- | ---- | --- |
| 1º Encontro Nacional de Educação Patrimonial                                        | 2005 | Discussão e propostas de parâmetros nacionais para ações de EP                                                                                 |
| Oficina de Capacitação em EP e Fomento a Projetos Culturais nas Casas do Patrimônio | 2008 | Discussão sobre diretrizes das Casas do Patrimônio                                                                                             |
| 1º Seminário de Avaliação e Planejamento das Casas do Patrimônio                    | 2009 | Organização de mesas-redondas sobre EP |
| 2º Encontro Nacional de Educação Patrimonial                                        | 2011 | Revisão e pactuação das diretrizes da EP e fortalecimento da rede de profissionais e instituições                                              |
| Programa Mais Educação                                                              | 2011 | Parceria com o MEC para incorporação da EP no macrocampo Cultura e Artes do programa federal de educação integral                              |
| Encontro ProExt - Extensão Universitária na Preservação do Patrimônio Cultural      | 2013 | Discussão e reflexão sobre práticas de educação patrimonial no Ensino Superior                                                                 |
| Publicação "Educação Patrimonial: histórico, conceitos e processos"                 | 2014 | Analisa o percurso das noções de educação dentro do órgão e propõe princípios para a EP a partir dos encontrar e diálogo com a sociedade civil |
| Publicação "Educação Patrimonial: inventários participativos - manual de aplicação" | 2016 | Orienta a sociedade civil a identificar suas referências culturais a partir de um processo educativo de sensibilização e participação          |
| Portaria nº 137                                                                     | 2016 | Estabelece diretrizes para a EP e as Casas do Patrimônio no âmbito do IPHAN baseados no diálogo, participação social                           |

## Princípios e diretrizes da educação patrimonial
A mais recente publicação do IPHAN, "Educação patrimonial: histórico, conceitos e processos", de 2014, faz um balanço do percurso histórico das concepções educativas dentro do instituto apresentando alguns marcos importantes e caracterizando os direcionamentos dos gestores. Nessa publicação a equipe da Coordenação de Educação Patrimonial aproveita para estabelecer alguns princípios que devem nortear as ações de educação patrimonial em âmbito nacional, sem contudo determinar um método específico a ser seguido. Somada a esses princípios a mesma equipe responsável pela gestão da educação patrimonial no IPHAN, às vésperas da deposição da presidenta Dilma Rousseff fez publicar a Portaria nº 137/2016 estabelecendo diretrizes para a educação patrimonial. Nessa portaria também são consideradas e reforçadas as 
"Art. 3º. São diretrizes da Educação Patrimonial:

I - Incentivar a participação social na formulação, implementação e execução das ações educativas, de modo a estimular o protagonismo dos diferentes grupos sociais;
II - Integrar as práticas educativas ao cotidiano, associando os bens culturais aos espaços de vida das pessoas;
III - valorizar o território como espaço educativo, passível de leituras e interpretações por meio de múltiplas estratégias educacionais;
IV - Favorecer as relações de afetividade e estima inerentes à valorização e preservação do patrimônio cultural;
V - Considerar que as práticas educativas e as políticas de preservação estão inseridas num campo de conflito e negociação entre diferentes segmentos, setores e grupos sociais;
VI - Considerar a intersetorialidade das ações educativas, de modo a promover articulações das políticas de preservação e valorização do patrimônio cultural com as de cultura, turismo, meio ambiente, educação, saúde, desenvolvimento urbano e outras áreas correlatas;
VII - incentivar a associação das políticas de patrimônio cultural às ações de sustentabilidade local, regional e nacional;

VIII - considerar patrimônio cultural como tema transversal e interdisciplinar."